# ユーゴー (企業)
株式会社ユーゴー（英: UGO Inc.）は日本のクリーニング事業を主とする会社。また、同社が展開するサービスについても記述する。

## 沿革
- 1977年 - 設立[3]。
- 1993年 - ロードサイド直営店「クリーニング専科」1号店を美野里町羽鳥（現 小美玉市羽鳥）にオープン。
- 1995年 - 3時間仕上げの工場付店舗MiXMAX1号店をつくば市竹園にオープン。
- 1997年 - クリーニング専科が10店舗を突破[3]。
- 1999年 - 本社工場を移転[3]。クリーニング専科が20店舗を突破[3]。
- 2000年 - 有限会社三光商会設立[3]。
- 2001年 - クリーニング専科が30店舗を突破[3]。有限会社ユーワ設立[3]。
- 2002年 - クリーニング専科が40店舗を突破[3]。有限会社ナガシマがユーゴーグループに加盟[3]。有限会社ソーホー設立[3]。株式会社沼崎洗化設立[3]。
- 2003年 - クリーニング専科が70店舗を突破[3]。
- 2004年 - 株式会社沼崎クリーニング工場がユーゴーグループに加盟[3]。クリーニング専科が100店舗達成[3]。
- 2005年 - 株式会社サンフラット設立[3]。
- 2006年 - クリーニング専科が140店舗を突破[3]。有限会社ソーホーと有限会社ユーワが株式会社ユーゴーに合併[3]。クレド『サンキューカード』完成。ブランドマーケティング戦略スタート。
- 2007年 - 株式会社サンフラットが株式会社ユーゴーに合併[3]。幹部候補とし大学生の新卒採用開始。
- 2008年 - 茨城県石岡市にMiXMAX12号店オープン。サポート倶楽部アドバイザー事業開始。クリーニング専科グループ合計142店舗（内FC店37店）MiXMAXグループ合計12店舗（内FC店1店）。携帯サイト『ポケセン』を開設。
- 2011年 - クリーニング専科・MIXMAXの新スタイルへの改装スタート。
- 2012年 - コインランドリー『ランドリー専科』1号店オープン。
- 2016年 - 古着事業『現オサガリ専科』スタート。
- 2017年 - コインランドリー『TOOLS』１号店オープン。
- 2018年 - クリーニングのセルフ化に向けて『クリーニング専科てつだって』１号店オープン。

## 店舗

### クリーニング部門[1][注意点 1]
- クリーニング専科：190店舗[詳細 1]
- MIXMAX FACTORY：11店舗[詳細 2]
- MIXMAX natural：2店舗[詳細 2]
- MIXMAX WHITE：5店舗[詳細 2]
- MIXMAX：2店舗[詳細 2]

### コインランドリー部門[1][注意点 1]
- ランドリー専科：27店舗
- TOOLS：3店舗
- マンマチャオ：4店舗

### 古着販売部門[1][注意点 1]
- オサガリ専科：11店舗

## スポーツへのスポンサー
- 水戸ホーリーホック（2011年 - ）
- 福島レッドホープス（2016年 - ）
- 千葉ロッテマリーンズ（2017年 - ）
- 茨城アストロプラネッツ（2019年 - ）
- ジョイフル本田つくばFC（2020年 - ）
- 鹿島アントラーズ（2021年 - ）
- 宇都宮ブレックス
- 茨城ロボッツ

ほか